# 安齐歌恋
安齐歌恋（日语：安斉 かれん，1999年8月15日—）是日本女歌手、演员，為avex属下艺人，於2019年5月1日令和元年出道。

## 出演

### 电视剧
- M 为了心爱的人（2020年）

## 作品列表
數碼單曲
- 2019年5月1日 《感受全世界的敵意連孤獨都愛上》
- 2019年7月1日 《就算是別人的來世夢也好》
- 2019年10月1日 《人生即戰場》
- 2020年4月1日 《FAKE NEWS REVOLUTION》
- 2020年7月22日 《我們能變堅強。》

### 實體单曲
- 2019年5月22日 《感受全世界的敵意連孤獨都愛上》
- 2019年7月24日 《就算是別人的來世夢也好》
- 2019年10月23日 《人生即戰場》
- 2020年6月10日 《FAKE NEWS REVOLUTION》

## 外部連結
- 安斉かれん official website （页面存档备份，存于）
- YouTube上的安斉かれん頻道
- 安齐歌恋的Instagram帳戶
- 安齐歌恋的X（前Twitter）
- 安齐歌恋的TikTok
- Kalen Anzai - TMDb